# Arrol-Johnston
Arrol-Johnston – przedsiębiorstwo motoryzacyjne, założone przez sir Williama Arrola i George'a Johnstona, zajmujące się głównie produkcją samochodów, działające w latach 1896-1931. Arrol-Johnston jest pierwszym przedsiębiorstwem motoryzacyjnym w Wielkiej Brytanii, które wyprodukowało pierwszy samochód w tym kraju.

## Historia

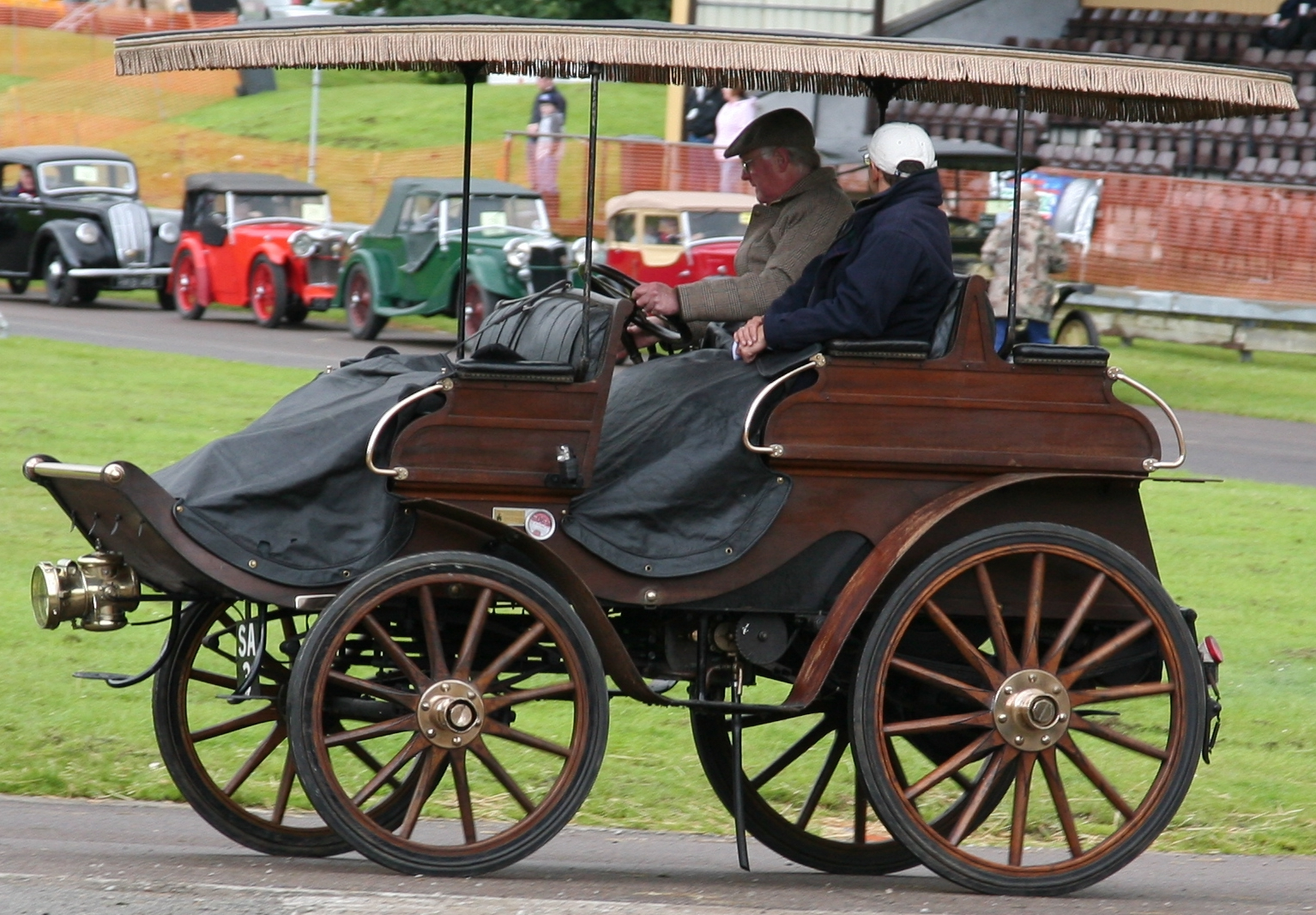
Arrol-Johnston Dogcart

Pierwszym samochodem wyprodukowanym przez Arrol-Johnston był model Dogcart - pojazd z trzema rzędami foteli, z których pierwsze zamontowano z przodu pojazdu, drugie zaś umieszczone zostały za nimi, skonstruowane tak, że pasażerowie siedzieli plecami do siebie. Pojazd ten produkowany był w fabryce w Camlachie, na wschodnich krańcach miasta Glasgow.
W 1905 roku przedsiębiorstwo Arrol-Johnston zostało przemianowane na Arrol-Johnston Car Company Ltd.
W 1927 roku przedsiębiorstwo Arrol-Johnston zostało połączone z firmą Aster (z siedzibą na Wembley w Londynie), tworząc w połączeniu markę Arrol-Aster, z dyrektorami zarówno w przedsiębiorstwa Arrol-Johnston jak i Aster.